# ミッキー・ブラントリー
マイケル・チャールズ・ブラントリー（Michael Charles "Mickey" Brantley , 1961年6月17日 - ）は、アメリカ合衆国・ニューヨーク州キャッツキル出身の元プロ野球選手（外野手）。右投右打。
ヒューストン・アストロズなどに所属していたマイケル・ブラントリーは息子。

## 来歴・人物
1982年のMLBドラフトでシンシナティ・レッズから8巡目（全体207位）で指名されたが入団せず。1983年のMLBドラフトでシアトル・マリナーズから2巡目（全体35位）で指名され入団。
1986年はAAA級カルガリー・キャノンズで30本塁打を打ち、8月にメジャー初昇格。27試合に出場した。
1987年は92試合に出場し、規定不足ながら打率.302、14本塁打、54打点、13盗塁の成績を残した。
1988年は149試合に出場し、初の規定打席に到達。打率.263、15本塁打、56打点、18盗塁の成績を残した。
1989年は一転して34試合の出場にとどまった。
1990年は開幕からメジャーに昇格できず、7月にミルウォーキー・ブルワーズに移籍したが、移籍後もメジャーには昇格できなかった。
1991年もブルワーズ傘下AAA級でプレー。また秋季キャンプで読売ジャイアンツの入団テストを受けるも不合格となった。
1992年はシンシナティ・レッズ傘下AAA級とヒューストン・アストロズ傘下AAA級でプレー。
1993年はサンフランシスコ・ジャイアンツ傘下AAA級フェニックス・ファイアーバーズで開幕から打ちまくり、打率.350を超える高打率をマーク。6月28日、ロイド・モスビー、ジェシー・バーフィールドの両外国人がケガや不振のため、テコ入れ策として新外国人を探していた読売ジャイアンツが緊急獲得し入団。しかし、変化球を多投する日本野球に適応できず、モスビーやバーフィールド以上に成績は上がらなかったため、結局バーフィールドの復帰と同時に2軍に降格。わずか13試合の出場で、打率.182、本塁打0本、長打は二塁打と三塁打が1本ずつという結果に終わり、オフにモスビー、バーフィールドと揃って解雇された。この年限りで現役を引退。
1994年からサンフランシスコ・ジャイアンツ傘下のマイナー球団で指導者としてのキャリアをスタート。1996年からはニューヨーク・メッツ傘下に移り、1999年にはメッツで、2005年から2007年にはトロント・ブルージェイズでコーチを務めた。

## 詳細情報

### 年度別打撃成績
| 年 度    | 球 団    | 試 合 | 打 席 | 打 数 | 得 点 | 安 打 | 二 塁 打 | 三 塁 打 | 本 塁 打 | 塁 打 | 打 点 | 盗 塁 | 盗 塁 死 | 犠 打 | 犠 飛 | 四 球 | 敬 遠 | 死 球 | 三 振 | 併 殺 打 | 打 率 | 出 塁 率 | 長 打 率 | O P S |
| -------- | -------- | ----- | ----- | ----- | ----- | ----- | -------- | -------- | -------- | ----- | ----- | ----- | -------- | ----- | ----- | ----- | ----- | ----- | ----- | -------- | ----- | -------- | -------- | ----- |
| 1986     | SEA      | 27    | 113   | 102   | 12    | 20    | 3        | 2        | 3        | 36    | 7     | 1     | 1        | 1     | 0     | 10    | 0     | 0     | 21    | 3        | .196  | .268     | .353     | .621  |
| 1987     | SEA      | 92    | 378   | 351   | 52    | 106   | 23       | 2        | 14       | 175   | 54    | 13    | 4        | 0     | 3     | 24    | 0     | 0     | 44    | 2        | .302  | .344     | .499     | .842  |
| 1988     | SEA      | 149   | 614   | 577   | 76    | 152   | 25       | 4        | 15       | 230   | 56    | 18    | 7        | 5     | 4     | 26    | 2     | 0     | 64    | 12       | .263  | .293     | .399     | .692  |
| 1989     | SEA      | 34    | 117   | 108   | 14    | 17    | 5        | 0        | 0        | 22    | 8     | 2     | 2        | 1     | 1     | 7     | 0     | 0     | 7     | 1        | .157  | .207     | .204     | .411  |
| 1993     | 巨人     | 13    | 47    | 44    | 3     | 8     | 1        | 1        | 0        | 11    | 4     | 0     | 0        | 0     | 0     | 2     | 0     | 1     | 5     | 1        | .182  | .234     | .250     | .484  |
| MLB：4年 | MLB：4年 | 302   | 1222  | 1138  | 154   | 295   | 56       | 8        | 32       | 463   | 125   | 34    | 14       | 7     | 8     | 67    | 2     | 0     | 136   | 18       | .259  | .298     | .407     | .705  |
| NPB：1年 | NPB：1年 | 13    | 47    | 44    | 3     | 8     | 1        | 1        | 0        | 11    | 4     | 0     | 0        | 0     | 0     | 2     | 0     | 1     | 5     | 1        | .182  | .234     | .250     | .484  |

### 記録
NPB
- 初出場：1993年7月17日、対ヤクルトスワローズ14回戦（東京ドーム）、6回裏に橋本清の代打、石井一久の前に凡打
- 初先発出場：1993年7月17日、対ヤクルトスワローズ15回戦（東京ドーム）7番・右翼手で出場
- 初安打：同上、荒木大輔から単打
- 初打点 ：1993年7月28日、対ヤクルトスワローズ17回戦（神宮球場）、1回表に石井一久から適時三塁打

### 背番号
- 14（1986年 - 1989年, 2005年 - 2007年）
- 93（1993年）